# Gangaw
Gangaw är en kommun i Myanmar.   Den ligger i regionen Magwayregionen, i den centrala delen av landet, 300 km nordväst om huvudstaden Naypyidaw. Antalet invånare är 131 595.